# Корнеев, Николай Васильевич
Николай Васильевич Корнеев (8 мая 1900, д. Каменка, Богородицкий уезд, Тульская губерния — июль 1976, Москва) — советский военачальник, генерал-лейтенант (1943).

## Биография
Родился 8 мая 1900 года в д. Каменка. Русский.
В 1919 году вступил в Красную Армию. В 1919 году окончил Екатеринославскую инженерную школу. Участвовал в Гражданской войне. С июля 1919 по апрель 1921 года был командиром взвода инженерного батальона 14-й армии, начальником связи 413-го стрелкового полка, состоявшим для особых поручений при командире 138-й стрелковой бригады.
В 1924 году окончил Высшую военную школу связи. С июля 1924 года был командиром отдельной роты связи 3-го стрелкового корпуса Московского военного округа (Владимир), в феврале 1925 года назначен начальником связи корпуса. С июля 1926 находился в распоряжении Разведупра Штаба РККА, по его линии был направлен военным советником в Китай, был начальником штаба Калганской группы войск и советником при начальнике связи Народно-революционной армии Китая. В октябре 1927 года возвращён в СССР и направлен учиться в академию.
В 1929 году окончил Восточный факультет Военной академии им. Фрунзе. В июне 1929 назначен начальником разведотдела штаба 19-го стрелкового корпуса, вновь с марта 1930 года находился в распоряжении Разведупра и опять был направлен в «специальную командировку» в Китай. С мая 1931 года — опять начальник разведотдела 19-го стрелкового корпуса. С ноября 1934 года — начальник штаба 20-й стрелковой дивизии Ленинградского военного округа. С августа 1935 — помощник начальника разведотдела штаба Ленинградского военного округа. В 1936 году зачислен для обучения в созданную Академию Генерального штаба РККА, став слушателем первого набора. В период обучения писал доносы в отношении начальника академии Д.А.Кучинского и других слушателей, в том числе будущих начальников Генерального штаба Маршала Советского Союза М.В.Захарова и генерала армии А.И.Антонова. В августе 1938 года назначен преподавателем Академии Генерального штаба РККА.
С января 1940 года участвовал в советско-финской войне, будучи назначен заместителем начальника оперативного отдела штаба Северо-Западного фронта. После войны вернулся в Академию, одновременно с преподавательской работой в октябре 1940 года был назначен руководителем Комиссии по описанию советско-финляндской войны.

## Великая Отечественная война
С июля 1941 года был начальником штаба 20-й армии на Западном фронте (по октябрь 1941 года). В июне—июле 1942 года — командующий 9-й резервной армией. С августа 1942 года — начальник штаба 24-й армии. С октября 1942 года — заместитель начальника штаба по тылу Северо-Западного фронта. С 31 декабря 1942 года — начальник штаба 11-й армии.
В декабре 1943 года назначен Главой советской военной миссии в Югославии при штабе НОАЮ. В январе 1944 года вылетел с миссией в Югославию. В течение года вёл сложную работу в немецком тылу на Балканах, умело организовывая взаимодействие как с штабом Тито, так и с английской военной миссией в Югославии во главе с Рэндольфом Черчиллем. При одном из немецких налётов на штаб Тито был ранен.
С. М. Штеменко вспоминал в своих мемуарах о выборе главы военной миссии в Югославию:

Выбор пал на генерала Николая Васильевича Корнеева, бывшего преподавателя Академии Генерального штаба. Я у него учился и могу сказать, что выбор был хорошим. Н. В. Корнееву шел сорок третий год. Он хорошо знал военное дело и, кроме всего прочего, сочетал личную храбрость с осторожностью, качеством далеко не лишним в обстановке Югославии того времени.— [militera.lib.ru/memo/russian/shtemenko/18.html Штеменко С. М.. Генеральный штаб в годы войны. — М.: Воениздат, 1989.]

### После войны
В декабре 1944 года был отозван из Югославии и находился в распоряжении Разведывательного управления Генерального штаба Красной Армии. С июня 1946 года был старшим преподавателем кафедры военного искусства Высшей военной академии имени К. Е. Ворошилова. С 1950 года — в отставке.
Жил в Москве. Похоронен на Кунцевском кладбище в Москве.

## Воинские звания
- полковник (29.11.1935)
- комбриг (17.05.1939)
- комдив (21.03.1940)
- генерал-майор (4.06.1940)[3]
- генерал-лейтенант (4.10.1943)

## Награды
- Два ордена Ленина (9.08.1941, 21.02.1945[4])
- Три ордена Красного Знамени (3.11.1944, …)
- Орден Суворова II степени (24.08.1944)
- Орден Кутузова II степени (18.09.1943)
- Орден Красной Звезды
- Медаль «За оборону Москвы»
- Медаль «За оборону Сталинграда»
- Медаль «За освобождение Белграда»
- Медали
- Орден Партизанской Звезды I степени (Югославия)